# Luzula bulbosa
Luzula bulbosa là một loài thực vật có hoa trong họ Juncaceae. Loài này được (Alph.Wood) Smyth & L.C.Smyth mô tả khoa học đầu tiên năm 1912.